# جاتيركول
جادركول أو تشاتِر كول هي بحيرة صغيرة تقع على المناطق الحدودية الجنوبية لدولة قرغيزستان ، وهي على بعد كيلومترات بسيطة عن الحدود الصينية وتقابلها ولاية سنجان ( تركستان الشرقية ) ذات الاغلبية المسلمة من إثنية الإيغور .
ومع انها متواجدة بمنطقة نائية تتوسط مناطق جبلية جنوب قرغيزستان الا انها تعتبر ممراً ووصلةً بين مدينتي أكتالا القرغيزية ومدينة كاشغر الصينية.
يبلغ عرضها حوالي 21 كيلومتراً بينما لا يتعدى طولها 6 كيلومتر.
تاريخياً، هي حلقة وصل في طريق الحرير ، كما أنها تعتبر البوابة الغربية للصين.
استخدمها المسلمون بقيادة قتيبة بن مسلم للدخول لمدينة كاشغر الصينية وفتحها باعتبارها من أكبر حواضر قبائل التركمان .